# Заксендорф

Расположение на карте Котбуса

Заксендорф или Кнорава (нем. Sachsendorf; н.-луж. Knorawa) — один из районов Котбуса, федеральная земля Бранденбург, Германия.

## География
Расположен в южной части города примерно в трёх километрах от исторического центра Котбуса. Через исторический центр района проходит автомобильная дорога B169 и на юге района — автомобильная дорога A15
Соседние городские районы: на севере — Штрёбиц (Стробице), на северо-востоке — Шпрембергер-Форштадт (Гродкойске-Пщедместо), на востоке — Мадлов (Модлей) и на юге — Грос-Гаглов (Гоголов). На юго-западе граничит с деревней Клайн-Гаглов (Гогловк) коммуны Кольквиц района Шпре-Найсе.

## История
Впервые упоминается в 1779 году в указе короля Пруссии Фридриха II, в котором предписывалось строительство поселения для саксонских колонистов-рабочих для текстильной промышленности.
В это время деревня принадлежала городскому совету Котбуса и представляла собой анклав маркграфства Бранденбург, полностью окружённый территорией Саксонским королевством. После Тильзитского мира в 1807 году Заксендорф на восемь лет отошёл Саксонии. После Венского конгресса 1815 года деревня была передана Восточной Пруссии.
В июле 1950 года деревня вошла в городские границы Котбуса в статусе городского района. В период с 1974 по 1986 год во время развития угледобывающей промышленности в Лужице к югу от центра бывшей деревни Заксендорф на улице Саарбрюкер-Штрассе был построен жилой район Заксендорф-Мадлов для работников горнодобывающей и энергетической промышленности. Жилой фонд насчитывал около 12 тысяч квартир для проживанию около 30 тысяч человек. Этот район считается самым большим жилым комплексом федеральной земли Бранденбург.
В настоящее время район входит в состав культурно-территориальной автономии «Лужицкая поселенческая область», на территории которой действуют законодательные акты земель Саксонии и Бранденбурга, содействующие сохранению лужицких языков и культуры лужичан.
Нижнелужицкое наименование «Кнорава» означает «голодающая деревня».

## Население
Официальным языком в районе, помимо немецкого, является также нижнелужицкий язык.
Согласно статистическому сочинению «Dodawki k statisticy a etnografiji łužickich Serbow» Арношта Муки в 1884 году в деревне проживало 724 жителей (из них — 250 лужичан (35 %).
| 1864 | 1884 | 2006  | 2013  | 2017  | 2019  | 2021  |
| ---- | ---- | ----- | ----- | ----- | ----- | ----- |
| 489  | 724  | 14036 | 12125 | 11703 | 10899 | 10625 |